# Mechelen (okręg)
Mechelen (nld. Arrondissement Mechelen, fr. Arrondissement administratif de Mechelen, niem. Bezirk Mecheln) – okręg w północnej Belgii, w Regionie Flamandzkim, w prowincji Antwerpia. 

## Podział administracyjny
Okręg podzielony jest na dwanaście gmin (nld. gemeente, fr. commmune, niem. Gemeinde), w skład których wchodzi 30 dzielnic (deelgemeente): 
| - Berlaar (Berlaer) - Gestel - Bonheiden - Rijmenam - Bornem (Bornhem) - Hingene - Mariekerke - Weert - Duffel - Heist-op-den-Berg (Heist-sur-la-Montagne) - Booischot - Hallaar (Hallaer) - Itegem (Iteghem) - Schriek - Wiekevorst | - Lier (Lierre), miasto - Koningshooikt - Mechelen (Malines / Mecheln), miasto - Heffen - Hombeek - Leest - Muizen - Walem - Nijlen - Bevel - Kessel - Putte - Beerzel | - Puurs-Sint-Amands (Puers-Saint-Amand) - Breendonk (Breendonck) - Liezele - Lippelo - Oppuurs (Oppuers) - Puurs (Puers) - Ruisbroek (Ruysbroeck) - Sint-Amands (Saint-Amand) - Sint-Katelijne-Waver (Wavre-Sainte-Catherine) - Onze-Lieve-Vrouw-Waver (Wavre-Notre-Dame) - Willebroek (Willebroeck) - Blaasveld - Heindonk - Tisselt |